# Anii 600
Secole: Secolul al VI-lea - Secolul al VII-lea - Secolul al VIII-lea
Decenii: Anii 550 Anii 560 Anii 570 Anii 580 Anii 590 - Anii 600 - Anii 610 Anii 620 Anii 630 Anii 640 Anii 650
Ani: 600 | 601 | 602 | 603 | 604 | 605 | 606 | 607 | 608 | 609